# 趙南公
趙南公（1882年—1938年），直隶省曲阳县赵城东村人。中国民主革命家，中华民国出版界人士，上海泰东图书局的创办者之一。

## 生平

### 早年生涯
赵南公出生于一个贫寒家庭。赵南公的家乡传说，清朝末年，曲阳县知县常到各个市场搜刮民财。一日，知县骑马领着数名税卒，来到赵城东村的布市上征税，逼迫一位卖布妇女交税，刚满20岁的赵南公途经此处，为该妇女说情，并向知县提出为百姓减税请求，但遭知县拒绝，赵南公遂当场痛打知县。知县逃回县衙后，当即命捕快捉拿赵南公。赵南公离开家乡投奔在上海的—位亲戚。
赵南公到上海后，起初在这位亲戚的资助下从商，几年下来赚了些钱。后来，赵南公秘密加入中国同盟会。此后，赵南公以经商作为掩护，常参加革命活动。
辛亥革命后，赵南公出任直隶旅沪同乡会会长。一次，许多直隶籍农民被骗出国做劳工，滞留于上海，无钱返回家乡，找到该同乡会。赵南公为他们安置住处，并出面找政府有关部门。很快，赵南公帮这些农民打赢官司，并由赵南公资助他们路费返回家乡。

### 创办泰东
1914年，赵南公、欧阳振声、谷钟秀等人共同创办上海泰东图书局。此为股份制出版机构，股东大多是欧事研究会成员。泰东图书局创建之初，为政学系的出版机关，出版图书大多属政治类。
1916年护国运动后，泰东图书局的股东大多赴北京当官，泰东图书局改由股东之一赵南公主持。中华民国初年，鸳鸯蝴蝶派的小说很畅销，赵南公的泰东图书局也随潮流出版了多种“礼拜六派”的作品，赚钱不少。但赵南公也感到鸳鸯蝴蝶派小说即将落伍，乃“决定放弃过去的一切，重建理想的新泰东”。
1919年新文化运动兴起后，从1920年至1921年初，赵南公的泰东图书局创办杂志《新的小说》、《新人》，并承担《评论之评论》、《民铎》、《家庭研究》、《国民》等期刊的发行工作，开创了“新潮丛书”、“新人丛书”、“小本小说”这三个丛书，先后出版了胡怀琛编的《〈尝试集〉批评与讨论》、陶乐勤翻译的《政治经济学》、邵飘萍著的《失业者问题》，杜威的三部演讲集《教育哲学》、《哲学史》、《实验论理学》等图书。赵南公还亲自出面邀鲁迅等人编辑《世界文化》月刊。

### 创造社时期
初次涉入新潮的泰东图书局出版的新书刊，销路并不好。1921年2月，赵南公准备改组泰东图书局编辑部，在日记中写下计划：“首重文学、哲学及经济，渐推及法政及各种科学”。同时，赵南公还策划打入中小学教科书的出版。不久，赵南公请来湖南人李凤亭，并且聘请了李凤亭推荐的正留学日本的成仿吾。同年4月，成仿吾到上海，与成仿吾同来者还有郭沫若。二人本是为其同人刊物寻找出版社，恰遇急需人才的泰东图书局。赵南公遂将郭沫若留在泰东图书局。此后从1921年4月3日至5月27日，郭沫若为泰东图书局编定其新诗集《女神》，改译德国小说《茵湖梦》，标点元杂剧《西厢记》。仅一年内，《女神》便印制3版，《茵湖梦》印制6版，《西厢记》印制3版。
郭沫若工作如此出色，获得赵南公肯定，赵南公遂同意为创造社出版同人刊物。在赵南公支持下，《创造季刊》、《创造周报》、《创造日》问世。郭沫若称泰东图书局为“创造社的摇篮”，并且在回忆录中称：“当时我也暗暗感谢赵南公，因为我听了左舜生的那一番话，像那时还未成型的创造社，要想出杂志，在上海滩上是不可能的。在不可能之中有泰东来印，这当然是可以感谢的事。”
1921年7月，毛泽东作为湖南代表出席中共一大，在上海逗留月余。此时，郭沫若正居住在泰东图书局编辑部楼上。8月5日，郭沫若第一部诗集《女神》作为创造社丛书之一在上海出版。8月11日，毛泽东为扩大长沙文化书社之事而专程拜访泰东图书局编辑部，和赵南公畅谈。当时郭沫若恰因事外出，未见到毛泽东。赵南公在当天日记中详载此事。
创造社1921年6月8日在日本东京成立后，到《创造周报》1924年5月9日遭国民政府查禁而被迫停刊，创造社活动将近3年。在这三年中，泰东图书局出版的创造社书刊主要包括《创造》季刊共计6期、《创造周报》共计52期、《创造社丛书》共计9种、《世界少年文学选集》共计6种、《世界名家小说》共计6种、《辛夷小丛书》共计4种。
创造社仅是个对外称呼，该社根本不是个具备严密组织的团体。所以，在创造社和泰东图书局的合作中，创造社处在不明朗的被动地位。创造社要人郭沫若及其家人曾寄居泰东图书局编辑所内，郭沫若虽然为泰东图书局编辑书刊，但他没有明确的身份，既没有合同，又没有聘书，报酬很少且数额不定。这导致名望日升的郭沫若等人不满。最终创造社和泰东图书局决裂。
双方决裂后，创造社未能将书刊版权从泰东图书局完全收回。大革命前后，泰东图书局继续印行创造社的书刊。

### 晚年活动
与创造社决裂后，在赵南公主持下，泰东图书局出版过梁实秋、闻一多主编的《大江季刊》，潘汉年、叶灵凤主编的《幻洲月刊》，蒯斯曛、马彦祥主编的《白露月刊》，高长虹、高歌主持的《狂飙月刊》与《泰东月刊》等等。泰东图书局希望涉入教科书出版领域，但后来仅出版了艺术一个单科，未形成气候。
但是，泰东图书局人事管理不健全，会计制度混乱，在销售上一味“放账”而缺乏约束。在出版业中，光华书局创办人沈松泉、上海联合书店和上海杂志公司创办人张静庐、梁溪图书馆创办人黄济惠、群众图书公司创办人方东亮、儿童书局创办人张一渠，原来都是在泰东图书局工作，后出来单干。1926年创建的创造社出版部，也主要是因对泰东图书局不满而成立。
1929年，泰东图书局出版马克思著的《工资劳动与资本》。1929年，冯雪峰以“画室”为笔名，自日本社会思想社的日译本重译列宁的《卡尔·马克思》，改题为《科学的社会主义之梗概》，于同年交泰东图书局出版。因国民政府兴“文字狱”，泰东图书局多次遭查禁，总经理赵南公多次被传讯及罚款，甚至三次遭到拘捕。
赵南公热心社会活动，曾担任上海四马路商界联合会会长，1920年代被公认为上海各路商界联合会的核心人物。1920年5月21日，赵南公、王无为、张静庐等人在上海成立废娼会，发表废娼宣言，在上海掀起废娼运动。1930年2月13日，赵南公、鲁迅、郁达夫、潘汉年等51人共同发起成立中国自由运动大同盟，以抗议国民政府的黑暗统治。
赵南公曾多次帮革命者脱险。赵南公曾资助郭沫若等人赴日本避难。1928年4月，中共开封市委支部书记尚钺遭逮捕，被关押在杭州陆军监狱，多次遭受酷刑，时常吐血。尚钺早年创作的小说曾被泰东图书局结集出版，所以赵南公与尚钺曾有交往。赵南公得知尚钺的境况后，随即赶赴杭州，经过斡旋，使尚钺取保就医。
由于经营不善，泰东图书局逐渐衰落。抗日战争前夕，赵南公本人依靠出租几副创造社丛书的纸型，收租金度日。
抗日战争爆发，赵南公的一些熟人在日本扶植的傀儡政府担任高官，其中有的想拉拢赵南公也到傀儡政府做官，被赵南公回绝。1938年冬，赵南公在上海的一个亭子间病逝。随后，泰东图书局也消亡，结束了其24年的历史。